# Rede Papel Solidário
Rede Papel Solidário, iniciativa do Instituto Papel Solidário, é uma associação sem fins lucrativos brasileira fundada em 2006 para atender associações sem fins lucrativos, negócios sociais, grupos informais e empreendimentos solidários. Atua ainda em projetos especiais de educação ambiental para empresas e governos. 
A Rede Papel Solidário, assim como outras instituições, é alimentada por doações em dinheiro ou objeto de membros que se associam à organização. A associação foi fundada por Leila Novak, reconhecida empreendedora social da Ashoka desde 1999. com o Projeto Curumim

## Missão
A missão da Rede Papel Solidário baseia-se em facilitar o processo de reflexão, legalização e gestão de empreendimentos solidários, associações sem fins lucrativos, negócios sociais e grupos informais, estruturando-os para que realizem suas competências e seus propósitos.
A associação busca ampliar os impactos socioambientais mediante fomento do setor social.

## Iniciativas e Parcerias

### Laboratório de Financiamento Coletivo
O Laboratório de Financiamento Coletivo é uma iniciativa da Rede Papel Solidário, Mobiliza e Kickante, de início no dia 24/04, que realiza uma oficina de projetos para ensinar organizações sociais a desenvolverem novas estratégias de captação de recursos, assim como utilizar o crowdfunding, para suas causas. Por meio da valorização do uso de novas tecnologias, o cultivo dos relacionamentos e a criatividade, criarem pilares para renovar os modelos de financiamento das organizações sociais brasileiras.

### 1ª Capacitação patrocinada Rede Papel Solidário
Primeiro encontro de membros executores patrocinado pela Rede Papel Solidário ocorreu no dia 28 de agosto.

### Brazil Promotion
Em parceria da Design Possível, a Rede Papel Solidário participou da Brazil Promotion em 2011, trazendo bolsas, carteiras e demais produtos feitos de banner de publicidade reutilizado, se destacando com uma proposta diferente das encontradas no mercado.
Papel De Mulher, esteve presente na feira de 2012 contando com dois stands, um cedido pelo Instituto Meio, em parceria com o Instituto Camargo Corrêa, e outro cedido pela AHPCE (Associação Holística de Participação Comunitária Ecológica) em parceria com a Rede Papel Solidário.
A Brazil Promotion é uma das maiores feiras de marketing promocional do país, onde podem ser encontradas soluções para campanhas, ações promocionais, merchandising no ponto-de-venda e eventos corporativos além de fornecedores e ideias inovadoras relacionadas ao mercado da publicidade corporativa.

### Muro Consciente
É um projeto de tecnologia social criado pela Rede Papel Solidário em parceria do Instituto SOS Sustentabilidade que utiliza de muros de escolas para promover a conscientização ambiental da comunidade local, estimulando a separação correta do material reciclável de forma simples, criativa e de grande visibilidade. Além de garantir incremento de volume e qualidade de material que é destinado para a organização de catadores participante, aumenta a renda dos trabalhadores, promovendo sua inclusão por meio da própria comunidade escolar.

### Papel semente
É uma iniciativa da empresa Papel Semente juntamente com a Rede Papel Solidário, é um papel fabricado a partir de restos de papel branco e de papelão. A cooperativa de catadores de lixo Recuperar é que fornece essa matéria-prima, de sede em São Gonçalo, Rio de Janeiro.